# (26953) 1997 KO2
1997 كي أو 2 (ويعرف أيضًا باسم (26953) 1997 كي أو 2 وفق تسمية الكوكب الصغير) (بالإنجليزية: 1997 KO2)‏؛ هو كويكب ضمن حزام الكويكبات.
اكتُشف هذا الجُرم الفلكي بواسطة سبيس واتش في 29 مايو 1997، وترتيبه 26953 من حيث الاكتشاف.

## الوصف
اكتُشف 269531997KO في 29 مايو 1997 في مرصد قمة كت الوطني، الواقع في صحراء سونورا، أريزونا في الولايات المتحدة، بواسطة مشروع سبايس واتش (مشاهد السماء) التابع لجامعة أريزونا. وقد رصد المشروع 1,479 مشاهدة للكويكب إلى غاية 25 أغسطس 2021 بتوقيت منطقة المحيط الهادئ، أي في مدة قدرها 8,829 يومًا (24.2 عام). تستغرق الفترة المدارية للكويكب 1,260 يومًا (3.5 عام).

## الخصائص المدارية
يتميز مدار هذا الكويكب بنصف محور رئيسي يبلغ 2.28 وحدة فلكية، وحضيض قدره 1.99 وحدة فلكية، وانحراف قدره 0.128 وزاوية ميلان 6.57 درجة بالنسبة لمسار الشمس. بسبب هذه الخصائص، أي نصف المحور الرئيسي بين 2 و3.2 وحدة فلكية وحضيض أكبر من 1,666 وحدة فلكية، يُصنف هذا الجُرم الفلكي وفقًا لقاعدة بيانات مختبر الدفع النفاث لأجرام النظام الشمسي الصغيرة كائنًا من حزام الكويكبات الرئيسي.

## الخصائص الفيزيائية
يُقدر القدر المطلق (H) لـ269531997KO بـ14.84 ووضاءته بـ0.397، مما يمكِّن تقدير قطره بـ 2.535كم. استُخلصت هذه النتائج بفضل ملاحظات مستكشف الأشعة تحت الحمراء عريض المجال (WISE)، وهو مرصد فضائي أمريكي وُضع في المدار في عام 2009 ويراقب السماء بأكملها بالأشعة تحت الحمراء، في عام 2011، نُشرت النتائج الأولى المتعلقة بالكويكبات من الحزام الرئيسي.

## وصلات خارجية
- (26953) 1997 KO2 في قاعدة بيانات مختبر الدفع النفاث لأجرام النظام الشمسي الصغيرة

- الاكتشاف · مخطط المدار ·  العناصر المدارية · المعلمات المادية

- (26953) 1997 KO2 على موقع ويكي سكاي: DSS2, SDSS, GALEX, IRAS, Hydrogen α, X-Ray, Astrophoto, Sky Map, Articles and images